# Башкиры, всем нам нужно просвещенье
 Башкиры, всем нам нужно просвещенье! (баш. Башҡорттарым, уҡыу кәрәк, уҡыу кәрәк!) или Мои башкиры! (баш. Минең башҡорттар) — произведение башкирского писателя Мифтахетдина Акмуллы. Путь к прогрессу, к общественному развитию поэт видит в просвещении, в овладении знаниями, нужными в практической жизни делами.
В стихотворении поднята тема создания государства: Запретное станет священным, возможным. Захочет открыть он родник государства — и путь покорится ему непреложно.

## История
Написана в конце XIX века как литературная гимническая песня, стихотворное послание или стихотворное обращение на старотюркском письменном языке на основе арабицы. Впервые опубликовано в 1931 году. Его авторство Акмулле приписывает башкирский просветитель Закир Шакиров.
Написано в степи, в период скитаний среди башкир и казахов, для обучения детей.
Поэт, впервые после Салавата Юлаева, обратился к народу со словами «Мои башкиры!».
В 1990-е и 2000-е годы стихотворение активно популяризировалось и размещалось с портретом поэта при входе в башкирские гимназии.

Башкиры, всем нам нужно просвещенье!
Невежд немало, редкость — обученье.
Страшней медведя-шатуна незнанье —
Усилим, братья, к знанию влеченье!— http://m.diary.ru/~Kamigyrella/p188130149.htm

Над знающим будут преграды не властны,
Запретное станет священным, возможным.
Захочет открыть он родник государства -
И путь покорится ему непреложно.— https://husainov.com/akmulla-stihi.html